# پیر ژونکر دوریولا
پیر ژونکر دوریولا (فرانسوی: Pierre Jonquères d'Oriola‎؛ ۱ فوریه ۱۹۲۰ – ۱۹ ژوئیه ۲۰۱۱) سوارکار اهل فرانسه بود.
وی همچنین برندهٔ جوایزی همچون لژیون دونور (شوالیه) و لژیون دونور (افسر) شده‌است.
وی در مسابقات کشوری و بین‌المللی در مجموع برندهٔ ۳ مدال طلا، ۴ مدال نقره، ۱ مدال برنز شده‌است.